# سراغرار
سراغرار (انگلیسی: Saraghrar) چهارمین قله مستقل بلند رشته‌کوه هندوکش است. کل توده سراغرار یک فلات بزرگ و نامنظم کشیده در بلندای نزدیک به ۷۰۰۰ متر (۲۲۹۶۶ پا) است که در بالای گرانیت عمودی و صفحات یخی قرار دارد. قله‌های متمایز آن چندان مشخص نیست و اطلاعات جمع‌آوری شده از افراد اعزامی به این قله که از آن بازدید کرده‌اند اغلب گمراه‌کننده است. قله‌های اصلی عبارتند از: قله شمال‌غربی (۷۳۴۰ متر (۲۴۰۸۱ پا))، قله شمال‌غربی (۷۳۰۰ متر (۲۳۹۵۰ پا))، قله جنوب‌غربی (۷۱۴۸ متر (۲۳۴۵۱ پا))، قله جنوبی (۷۳۰۷ متر (۲۳۹۷۳ پا) و قله جنوب‌شرقی (۷۲۰۸ متر (۲۳۶۴۸ پا))  قله شمال‌غربی این توده کوهستانی در سال در سال ۲۰۲۱، توسط کوهنوردان گرجستانی، آرچیل بدریاشویلی، گیورگی تپنادزه و باکار گلاشویلی به عنوان اولین صعود در ۱۰ سپتامبر انجام دادند.  این صعود به سبک آلپاین طی ۸روز، از طریق صورت صعود نشده شمال غربی از دره روش گل تکمیل شد و برنده جایزه Piolet d'Or 2022 شد.